# 1961 في سويسرا
فيما يلي قوائم الأحداث التي وقعت خلال عام 1961 في سويسرا.

## رياضة
- 1 يناير – بطولة العالم للدراجات على المضمار 1961
- 1 يناير – نهائي كأس أوروبا 1961

## مواليد

### يناير
- 1 يناير – ستيفان أودري عالم فلك سويسري.
- 15 يناير – خوان كوفاروباياس لاعب كرة قدم تشيلي.
- 23 يناير – يورغ مولر دراج ألماني.

### فبراير
- 28 فبراير – لوران كيلر أستاذ جامعي سويسري.

### يوليو
- 7 يوليو – أورس ميير لاعب كرة قدم سويسري.

### نوفمبر
- 21 نوفمبر – مارتن اندرمات لاعب كرة قدم.
- 23 نوفمبر – إيفان دوباسكوير لاعب كرة مضرب سويسري.

### ديسمبر
- 20 ديسمبر – فابيان فوكس دراج سويسري.

## وفيات

### فبراير
- 9 فبراير – أوسكار إيق (مواليد 1890) دراج سويسري.

### يونيو
- 6 يونيو – كارل يونغ (مواليد 1875) عالم نفس سويسري.